# István Sándorfi
István Sándorfi (en francés: Etienne Sandorfi; Budapest, Hungría, 12 de junio de 1948 – París, Francia, 26 de diciembre de 2007) fue un pintor húngaro que vivió la mayor parte de su vida en Francia.

## Biografía
Su padre fue director de la filial húngara de una gran empresa estadounidense (IBM), por eso en 1950 fue condenado a cinco años de prisión en un proceso legal de concepción (acusado de espionaje), fue liberado pocos días antes de la Revolución húngara de 1956. En 1956, a los 8 años abandonó Hungría con su familia. Hasta 1958 vivieron en Alemania, luego residió en Francia hasta su muerte. Se graduó en bellas artes en la École Supérieure des Beaux Arts (Escuela Superior de Bellas Artes) de París, y también asistió a la École des Arts Décoratifs (Escuela de Artes Decorativas). Tuvo dos hijas, Ange (nacida en 1974) y Eve (nacida en 1979). Falleció el 26 de diciembre de 2007 en un hospital de París, de una enfermedad aguda. Se despidieron de él el 2 de enero de 2008 en una ceremonia fúnebre en París y, de acuerdo con su última voluntad, sus cenizas luego fueron llevadas a Hungría; ahora descansa en el Cementerio de Kispest, distrito 19 de Budapest.

## Arte
Inició su carrera dedicándose al dibujo, luego a los 12 años empezó a hacer óleos. En sus primeros dibujos de 1956 aparecían revolucionarios vistos desde la ventana de su casa en Kispest, saliéndole tan perfectos que su madre escondió estas obras. Desde los 1970 durante 15 años utilizaba a sí mismo como modelo, siendo la principal causa de ello que le fastidiaba la presencia de otros mientras trabajaba en sus obras. Sin embargo no solo alejaba a las personas de su alrededor sino también a la luz natural. Su primera exposición fue en una galería de París, a los 17 años. Estas pinturas las dibujaba con bolígrafo, y eran retratos generando efectos de fotografía. En 1973 se celebró su primera exposición importante en el Museo de Artes Modernas de París. Desde entonces varias galerías extranjeras competían por exponer sus obras, así que más tarde sus pinturas tuvieron lugar en pinacotecas de Copenhague, Roma, París, Múnich, Bruselas, Basilea, Nueva York, Los Ángeles y San Francisco.
En su primera época, en vez de retratos, pintaba varios objetos en posiciones complicadas. Ha impactado al público con su bodegón de los intestinos. Entonces en sus obras a menudo se representaba en posiciones muy raras, con extremidades atadas, ojos tapados, o bien junto con objetos extraños.
A finales de los 70 y principios de 1980, su gama de colores constaba de azul, lila y sus combinaciones frías. En los 80 pintó varios fragmentos de brazo y pierna, así como bodegones, figuras femeninas, basados, por supuesto, en fotografías. Desde 1988 pintaba solo figuras femeninas, utilizando muchas veces a sus propias hijas como modelos. Como su costumbre, junto a los cuerpos femeninos cubiertos de sábanas, se hallaban también objetos raros. No obstante, en sus bodegones representaba, sobre todo, botellas y frutas (manzanas, naranjas, melocotones, peras). El fondo de sus pinturas era, por lo general, la simple pared blanca, aunque también pintaba con meticulosidad las hendiduras de esta.
Su primera exposición relacionada con Hungría se celebró en 2001 en el Instituto Húngaro de París, la cual, así como sus posteriores exposiciones de Hungría, fueron organizadas por Kálmán Makláry. El día de su primera exposición en Hungría fue en 2006, exactamente 50 años después de que abandonara el país. En esta figuraban quince de sus pinturas, expuestas por la Galería Erdész y Makláry Fine Art de Budapest. Del 13 de abril al 3 de junio de 2007 tenía una exposición coleccionista en Debrecen, donde se podía ver setenta obras suyas en el MODEM (Museo de Artes Modernas y Contemporáneas de Debrecen).

En los húngaros viven unas ansias fuertes hacia una moda cultural de la que fueron excluidos durante décadas. Vienen una tras una las exposiciones que quieren parecer vanguardistas, las instalaciones, los monocromos. Quieren imitar la éxtasis del arte capitalista, que en el occidente representa ya una cultura artificial y muy anticuada. La moda no es solo la más grande enemiga del arte, aún peor es aquella moda que ha pasado de moda: hace ridícula a la idea que tienen los funcionarios sobre el arte como tal.
István Sándorfi

Aunque haya estudiado en incluso dos institutos de gran renombre, siempre se consideró a sí mismo un artista autodidacta. Los críticos de arte con frecuencia englobaban a Sándorfi entre los artistas hiperrealistas; sin embargo él mismo nunca se consideró como tal, ya que en sus obras, aparentemente minuciosas, siempre hubo fallos intencionados (como por ejemplo un brazo o un pie borrosos), que rompía el efecto fotográfico de la pintura.

## Exposiciones
- 1966 - Galerie des Jeunes, Párizs • Galerie de la Barbière, Le Barroux
- 1970 - Galerie 3+2, París
- 1973 - M. d'Art Moderne de la Ville de Paris
- 1974 - Galerie Daniel Gervis, París
- 1975 - Galerie Beaubourg, París
- 1976 - Bucholz Galerie, Múnich
- 1977, 1980 - Galerie Isy Brachot, Bruselas
- 1978, 1981, 1983 - Galerie Isy Brachot, París
- 1979 - FIAC, Galerie Isy Brachot, París
- 1981 - Galerie Isy Brachot, Baselia
- 1982 - Amaury Taitinger Gallery, Nueva York
- 1984 - FIAC, Galerie Isy Brachot, París
- 1986 - Galerie Lavignes-Bastille, París; Galerie de Bellecour, Lyon
- 1987 - Lavignes-Bastille Gallery, Los Ángeles; Hôtel de Ville, Nancy
- 1988 - Armory Show '88, Lavignes-Bastille Gallery, Nueva York; Abbaye des Cordeliers, Châteauroux (retrospectiva) - Louis K. Meisel Gallery, Nueva York; FIAC, Galerie Lavignes-Bastille, París
- 1991 - Galerie Prazan-Fitussi, París
- 1993 - Galerie Guénéguaud, París; Galerie Mann, París
- 1994, 1997 - Jane Kahan Gallery, Nueva York
- 1999 - Galerie Tempera, Bruselas
- 1999-2000 - Gallerihuset, Copenhague
- 2006 - Galería Erdész-Makláry, Budapest
- 2007 - Cambio de colores del cuerpo. Exposición de trayectoria, MODEM, Debrecen.